# Aspidium matsumurae
Aspidium matsumurae là một loài dương xỉ trong họ Tectariaceae. Loài này được Makino mô tả khoa học lần đầu tiên vào năm 1892. Danh pháp khoa học của loài này chưa được làm sáng tỏ. 